# Большой Городок (Тверская область)
Большой Городок — деревня в Вышневолоцком городском округе Тверской области.

## География
Находится в центральной части Тверской области на расстоянии приблизительно 15 км по прямой на север-северо-запад от вокзала железнодорожной станции Вышний Волочёк на левом берегу реки Мста.

## История
На карте 1825 года уже была отмечена. В 1859 году здесь (сельцо Вышневолоцкого уезда) было учтено 9 дворов. До 2019 года входил в состав ныне упразднённого Солнечного сельского поселения Вышневолоцкого муниципального района.

## Население
Численность населения составляла 35 человек (1859 год), 4 (русские 96 %) в 2002 году, 7 в 2010.